# Angelo Poliziano
Agnolo (Angelo) Ambrogini, znan tudi pod vzdevkom Poliziano, italijanski renesančni humanist, pesnik in filolog, * 14. julij 1454, Monetepulciano, Toskana, † 29. september 1494, Firence, Toskana.
Na splošno velja za največjega italijanskega pesnika petnajstega stoletja in člana osrednjega kroga intelektualcev, zbranih okrog Lorenza Veličastnega de' Medici. Je avtor številnih del v latinščini in grščini, z deli besedne umetnosti pa je dosegel široko filološko kompetenco in formalno dovršenost sloga. Z njim se je »humanizem začel manifestirati ne samo na področju državljanske in politične zavezanosti, v korist, tako rekoč drugih, temveč izključno za osebne izkušnje raziskovanja in posodabljanja posameznika«. Zahvaljujoč zaščiti Lorenza de' Medicija se je lahko Poliziano celo življenje posvečal humanističnim študijam in pisanju literarnih del, ne da bi se mu bilo potrebno ukvarjati z političnimi in diplomatskimi dejavnostmi, prav tako je zasedal visoke položaje, kot je učitelj družine Medici, osebni tajnik Lorenza de' Medicija in profesor na Univerzi Studio Florentino.

## Življenje
Agnolo (Angelo) Ambrogini drugače znan pod vzdevkom Poliziano, ki ga je dobil po imenu svojega rodnega kraja, Mons Politianus (Monetepulciano) je bil je italijanski filozof in pesnik iz obdobja humanizma in renesanse. Poliziano se je rodil 14. julija 1454 v Montepulcianu v Toskani, materi Antonii Salimbeni in očetu Benedettu Amboringini. Njegovega očeta Benedetta, ki je bil pravni zastopnik ugledne družine de' Medici, so umorili politični antagonisti zaradi sprejetja primera »Pier de' Medici« v Montepulcianu. Poliziana, ki je imel ob smrti očeta komaj deset let in je zgodaj postal sirota, sta skozi celo življenje, zaradi psiholoških travm ob smrti očeta, spremljali negotovost in plahost. Kmalu po smrti očeta je Polizianova mati naletela na težave pri preživljanju družine, zato je desetletnega sina poslala v Firence, k sorodnikom, kjer je živel do leta 1469. Po selitvi je Poliziano začel s študijem v Firencah, kjer se je naučil stare grščine in latinščine ter uspešno zaključil univerzitetni študij.
V univerzitetnem okolju se je seznanil z italijanskim humanistom Marsilijem Ficinom, ki ga je naučil osnov filozofije. Prav tako je spoznal tudi ostale, ki so bili na kulturnem področju takratnega časa primarnega pomena, kot sta Grka Argiropulo in Demetrio Calcondila. Leta 1470 je Poliziano pri šestnajstih letih začel s prevajanjem Homerjeve Iliade iz grščine v latinščino. S prevodom je razkril filološko strogost in rafinirano uporabo besede, ki sta bili stalni značilnosti njegovih del. Istega leta ga je humanist Marsilo Ficino zaradi prevajanja Iliade poimenoval Homerisuc adulescens, v slovenskem prevodu mladi Homer. Leta 1473 je prevode svojih prvih dveh pesniških zbirk posvetil Lorenzu de' Medici, ki je pred kratkim skupaj z bratom Giulianom postal de facto vladar Firenc. Lorenzo de' Medici je mladega pisatelja vzel po svojo zaščito in mu ne glede na nizko družbeno poreklo omogočil dostop do velike medičejske knjižnice in mu predstavil intelektualce svojega kroga. Lorenzo de' Medici, ki je v takratnem času veljal za glavnega pokrovitelja učenja v Italiji, je Poliziana kasneje zaposlil tudi kot učitelja svojih otrok, med katerimi sta bila Piero, ki je kasneje dobil vzdevek Nesrečni, in Giovanni, bodoči papež Leon X.. Kasneje je Lorenzo Poliziana povišal v svojega osebnega tajnika.
Leta 1477 je bil Poliziano, ki se je hkrati ukvarjal s pisanjem latinskih elegij ter latinskih in grških epigramov imenovan za predstojnika cerkve San Paolo Apostolo in bil posvečen za duhovnika; pozneje je postal kanonik v katedrali Santa Maria del Fiore. V tem obdobju je Poliziano urejal zbirko ljudskih pesmi z naslovom Raccolta Aragonese, za katero je napisal poslanico, ki jo je pozneje poslal neapeljskemu kralju. Takrat je začel sestavljati svojo pesniško zbirko Rime. Leta 1475 je začel s pisanjem svoje najbolj znane pesnitve Stanze per la giostra. Gre za krajšo pesnitev v oktavah, ki jo je posvetil Giulianu de' Mediciju. Pesnitev je ostala nedokončana zaradi umora pesnikovega pokrovitelja in protagonista pesnitve Giuliana de' Medicija, ki je bil posledica zarote »Pazzi«, leta 1478. Zarota, iz katere so Medičejci za visoko ceno izšli kot zmagovalci, se je Poliziana močno dotaknila. O dogajanju po zaroti Polziano pripoveduje v kroniki z naslovom Pactianae coniurationis commentarium (Commentario sulla conguira dei Pazzi). V drugi polovici leta 1478 je Firence prizadela kuga, prav tako je bilo mesto še zameram pod vplivom zarote, zato se je Poliziano skupaj z Lorenzom de' Medici in njegovo družino odpravil v njihovo vilo v Cafaggiolu. Med bivanjem v Cafaggiolu, je zaradi vsebine svojih humanističnih lekcij Poliziano zašel v konflikt z Lorenzovo ženo Clarice Orsini.
Leta 1479 se je Poliziano odločil zapustiti Cafaggiolo, kmalu zatem je zaradi neznanih razlogov prišel v konflikt tudi s samim Lorenzom in ga ni spremljal na diplomatski poti v Neapelj. Zaradi Lorenza ali zaradi osebne izbire je Poliziano zapustil okolje družine Medici. Po odhodu iz Firenc je Poliziano nekaj časa preživel v severni Italiji, natančneje v Benetkah, Padovi in Veroni. Francesco Gonzaga, ga je sprejel na dvoru v Mantovi, kjer je Poliziano napisal prvo italijansko gledališko delo Fabula di Orfeo. Leta 1480 je naslovil pismo na Lorenza de' Medici, slednji ga je poklical v Toskano in mu zaupal učiteljsko delo na univerzi Studio Fiorentina. Tu je Poliziano začel svoje delo kot filolog in kritik latinskih in grških besedil. Obenem je krepil odnose z intelektualci iz kroga Medičejcev, ki jih je poznal že med bivanjem v Firencah. V Polizianovem odraslem obdobju lahko njegove učence uvrščamo med glavne študente v Evropi. Učil je tudi študente iz Nemčije, Anglije in Portugalske. V tistem obdobju je bila značilna metoda profesorjev, da so v razredu brali grške in latinske avtorje ter narekovali kritične, filološke pripombe. Poučevali so tudi zakone, filozofijo in religijo iz starejših obdobij. Poliziano je v svojem času poučeval celotno podlago klasične literature. Svoje zapiske o Ovidu, Svetoniju, Staciju; je tudi objavil. Prav tako se je lotil recenzije Pandekta Justinijana II., ki je vplivala na rimski zakonik. Med učenjem na univerzi je Poliziano napisal številne poslanice, ki so jih leta 1494 zbrali v dvanajstih knjigah. Leta 1482 je napisal nekaj pesniških besedil v latinščini. Po letu 1490 je podobno kot njegov prijatelj Pico della Mirandola, opustil sestavo pesniških besedil, da bi se posvetil filozofiji in preučevanju besedil, ki so jih ustvarili filozofi iz časa antike. V svojih lekcijah je Poliziano pokazal progresiven pristop k aristotelizmu, kar ga je privedlo do inovativnega vrednotenja znanosti in mehanskih umetnosti. Zaradi svojih mišljenj se je spopadel z drugimi humanisti, vključno z Giorgiom Merula in Bartolommeom Scala.
Leta 1492 je umrl Lorenzo de' Medici, zaščitnik Poliziana in celotnega kroga florentinskih intelektualcev. Zadnje trenutke Lorenzovega življenja je Poliziano strnil v pismu prijatelju Jacopu Antiquariju. Za Poliziana se je torej začelo novo obdobje negotovosti. Upal je da ga bo dobil podporo kardinala, zahvaljujoč pomoči novega mestnega gospoda in njegovega nekdanjega učenca Piera de' Medicija. Preden se je njegovo upanje lahko uresničilo je Poliziano umrl v noči med 28. in 29. septembrom 1494. Nekateri menijo, da je Poliziano umrl za posledicami sifilisa, drugi pa menijo da so ga zastrupili. Najnovejše raziskave okostja, ki jih je v Ravenni izvedla ekipa prof. Giorgia Gruppionija z Univerze v Bologni, so odkrile visoko vsebnost arzena v vzorcih tkiva in kosti, odvzetih iz pesnikovih ostankov, kar potrjuje teorijo o zastrupitvi.

### Zasebno življenje
Velika verjetnost je, da je bil Poliziano homoseksualec oziroma je imel moške ljubimce, saj se ni nikoli poročil. Dokazi vključujejo obtožbe sodomije, poslane florentinskim oblastem, pesmi in pisma sodobnikov, aluzije v njegovem delu (zlasti v Orfeju) in okoliščine njegove smrti, saj naj bi umrl zaradi vročine kot posledica okužbe s sifilisom.

## Delo

### Stanze per la giostra(Le Stanze per il Magnifico Giuliano)
Delo, ki je nastalo med leti 1475 in 1778, je kratka pesem zapisana v oktavah in se odziva na potrebo Medičejcev po ponovni fevdalizaciji. Stanze so posvečene Giulianu de' Mediciju, bratu Lorenza de' Medicija in slavijo celotno družino Medici. Poliziano upravlja z elementi preobrazbe resničnosti v mitično in idilično. O likih in dejstvih pripoveduje v mitološkem ključu. V opisu Venerinega kraljestva uporabi več personifikacij, ki so podobne tistim, ki jih je Petrarka uporabljal v svojih Triumfih. Delo predstavlja Giuliana, ki se posveča le lovu in je oddaljen od ljubezni. Kupid se odloči, da ga bo ustrelil z eno izmed svojih puščic, zaradi katere se Giuliano zaljubi v nimfo Simonetto (Simonetta Cattaneo; umrla 1476), ki je po humanističnih idealih utelešenje lepote. Zaradi platonskega navdiha, na ljubezen gleda kot na način s katerim se človek dvigne v idealen svet. Dokaz tega so Giulianove sanje v drugi knjigi, saj ima ženska obliko Minerve, boginje modrosti in filozofije. Delo je nedokončano, konča se z drugo knjigo, v kateri Venera skuša prepričati Giuliana, da organizira turnir v čast Simonette. Pesnitev je ostala nedokončana zaradi atentata na pesnikovega pokrovitelja in protagonista pesnitve Giulliana de' Medicija v zaroti družine Pazzi, ki se je končal s Giullianovo smrtjo.

### L' Orfeo(ali Fabula di Orfeo)
L'Orfeo je kratka gledališka kompozicija z raznoliko metrično shemo. Gre za eno izmed prvih italijanskih gledaliških besedil, ki pripoveduje o Orfeju in Evridiki. V besedilu se pojavi klasičen zaplet z nekaj različicami: Eurydice (Evridika) postane žrtev ugriza kače. Orfej, legendarni glasbenik odide v Had, da bi s svojo umetnostjo zaprosil za milost ter za svojo ljubljeno osebo. Evridiko bo dobil pod pogojem, da se med vzponom v svet živih ne bo obrnil in jo pogledal. Orfej ne upošteva tega pravila in Evridiko za vedno izgubi. V svetu živih si nesrečni moški obljubi, da ne bo ljubil nobene druge ženske. Jezne zaradi njegovega sklepa se bakhantke (menade, spremljevalke Dioniza) odločijo, da ga bodo ubile. Igra se konča z pesnitvijo, ki jo bakhantke pojejo v čast Dioniza/Bakha (rimski bog vina, enako kot Dioniz v grški mitologiji).

### Rime
Ohranilo se je več kot sto Polizianovih rim. Večina (približno sto) je iz enojnih oktav (drugače imenovanih strambotti), navadno sheme ABABABCC. Preostale pesmi skoncentrirane na koncu zbirke, so predvsem balade in romance. Teme so igrive; zbližujejo se predvsem s dvorno ljubeznijo. Pogoste so hvalnice ljubljenim osebam in na igriv način podana tematika posmehovanja starejšim ženitvam ali preveč uporniškim ženskam. Obstaja samo ena pesem z resnejšo tematiko, to je zaključna pesem hvalnica Devici Mariji. Slog je poljuden, včasih skoraj nastrojen (zlasti pri nekaterih pesmih, za katere se zdi, da so sestavljeni iz nešteto pregovorov). Spomniti se je treba, da je bil Poliziano eden najbolj kulturno izpopolnjenih ljudi svojega časa. Namen pesmi je izključno zabava znotraj kroga mladih izobražencev. Zaradi tega Poliziano včasih v pesmih podeljuje reference na epizode ali osebe, ki so znane le občinstvu.

### Sylvae:
- Manto (1482)
- Rusticus (1483)
- Ambra (1485)
- Nutrucia (1486)

### Uvodna predavanja v latinščini
- Praelectico de dialectica (1491): uvod v Aristotelovo logiko
- Lamia. Praelectico in Priora Aristotelis Analytica (1492)
- Dialectica (1493). uvod v Aristotelovo  filozofijo

### Latinske elegije
Epicedio (med starimi Grki: 'pogrebna pesem') o smrti Albiera - (In Albieram Albitiam puellam formosissimam morientem ad Sismundum Stupham eius Sponum). Sestavljen je v elegičnih sklopih, navdihnjen s smrtjo Albiera degli Albizzi (ali Albizi) 14. julija 1473 in posvečen Sigismundu dalla Stufa (s katerim je Poliziano služil kot tajnik do jeseni 1473, ko je šel na službo v Casa Medici). Kompozicijo, ki jo zaradi njene razširitve in zapletene pesniške strukture pogosto omenjajo kot kratko pesem, nam predajo trije dokumenti. Dva rokopisa, en ohranjen v Torinu, prikazuje celotno zbirko sestavkov različnih avtorjev o smrti Albiera in drug v knjižnici Corsini v Rimu, ki je koda, ki jo je prepisal Baldinotti, ter tisk, v Aldini, ki vsebuje dela Poliziana (Omnia opera Angeli Politiani, 1498). Pesem razvija tematiko tragične smrti deklice, ki izhaja iz tematskih jeder, ki so jih zarisali klasični avtorji. Najprej Stazio (zlasti Silvae), pa tudi Metamorfoze (Ovida in Virgila). Imitacija Stazia, prežema celotno kompozicijo. Pravzaprav je v istem obdobju Poliziano ustvaril svoj "codex domesticus" Silvae Stazio, Corsiniano incunabulum, ki vsebuje tudi dela Katula, Tibula in Propercija. Temelj za kompozicijo je lik "Febrisa« mitično primeren za razlago smrti mlade ženske.

### Dela v grščini
Poliziano se je odlikoval tudi na področju grške literature. Delal je tudi na področju grške literature pri post-klasičnih avtorjih, kot so aleksandrinci: izdal je Kalimahovo himno brez poudarkov. Prav tako je že od malih nog je znal sestaviti verze v stari grščini: po že omenjenem občudovanja vrednem prevodu Iliade II-V knjige v latinske heksametre, je začel pisati v različnih metrih epigrama, od tega se jih je ohranilo petdeset.

### Najpomembnejša dela
Njegovo najpomembnejše delo na področju klasične filologije je Miscellanea (1489). Gre za dve zbirki, od katerih vsaka obsega približno 100 zapiskov o klasičnih besedilih.

### Dela prevedena v slovenščino
V slovenskem jeziku obstaja knjiga z naslovom Getski Ovidij pri Prešernu in Polizianu : literarni mit, politični vzorec, civilizacijski argument, katere avtor je Marinčič Marko.